# Wspólnota administracyjna Neusalza-Spremberg
Wspólnota administracyjna Neusalza-Spremberg (niem. Verwaltungsgemeinschaft Neusalza-Spremberg) – wspólnota administracyjna w Niemczech, w kraju związkowym Saksonia, w okręgu administracyjnym Drezno, w powiecie Görlitz. Siedziba wspólnoty znajduje się w mieście Neusalza-Spremberg.
Wspólnota administracyjna zrzesza jedną gminę miejską oraz dwie gminy wiejskie: 
- Dürrhennersdorf
- Neusalza-Spremberg
- Schönbach